# کایمار کارو
کایمار کارو (انگلیسی: Kaimar Karu؛ زادهٔ ۳۰ ژوئن ۱۹۸۰) سیاست‌مدار اهل استونی است. وی از نوامبر ۲۰۱۹ تا آوریل ۲۰۲۰ وزیر تجارت خارجی و فناوری اطلاعات استونی بوده.